# Carson (nome)
Carson  è un nome proprio di persona inglese maschile e femminile.

## Origine e diffusione
Il nome Carson riprende probabilmente un identico cognome scozzese o gaelico di origine incerta.
Un possibile significato è quello di "figlio di Carr" (in inglese: Carr's son), dove il nome Carr è a sua volta riconducibile al medio inglese e allo scozzese car, carre, che significa "palude", oppure al gallese caer, che vuol dire "forte", o ancora al gaelico carr, che significa "roccia". Possibile anche un collegamento con il nome del clan scozzese Carr, nome derivato dall'antico nordico kjrr, che vuol dire "uomini (originari) delle paludi".
Non si tratta di un nome molto diffuso: è attestato maggiormente negli Stati Uniti d'America e in Scozia, e più raro in Inghilterra e Galles. Il periodo di massima popolarità negli Stati Uniti si ebbe nel primo decennio del XXI secolo.

## Onomastico
Il nome è adespota e quindi l'onomastico viene festeggiato il 1º novembre, giorno dedicato alla festa di Ognissanti.

## Persone

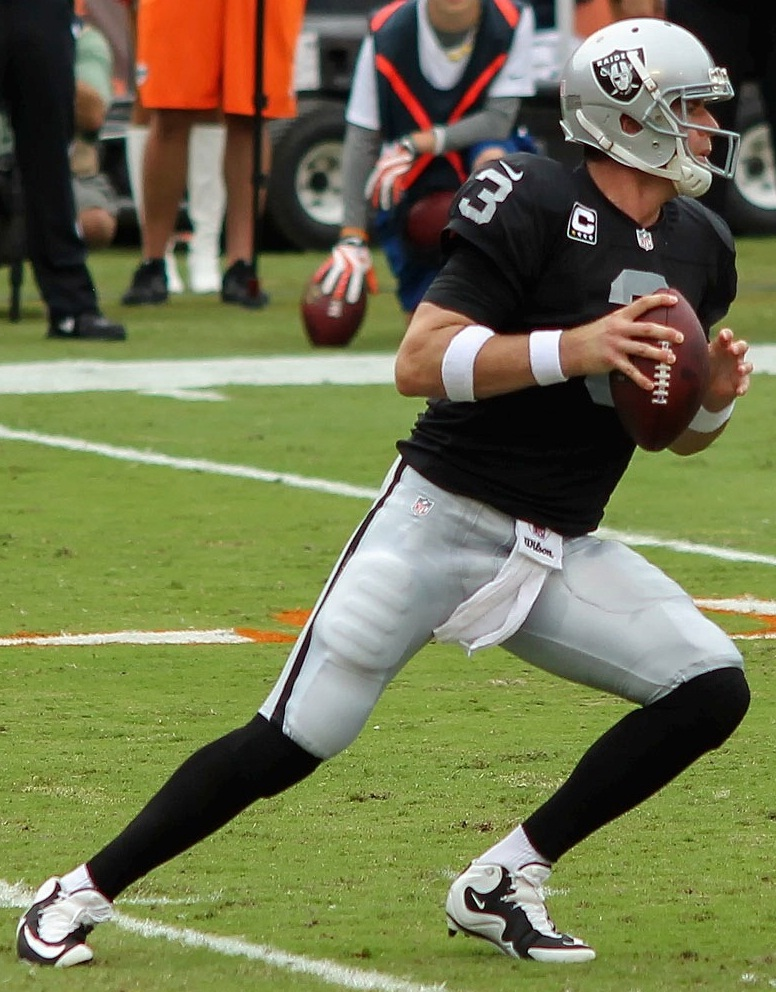
Carson Palmer

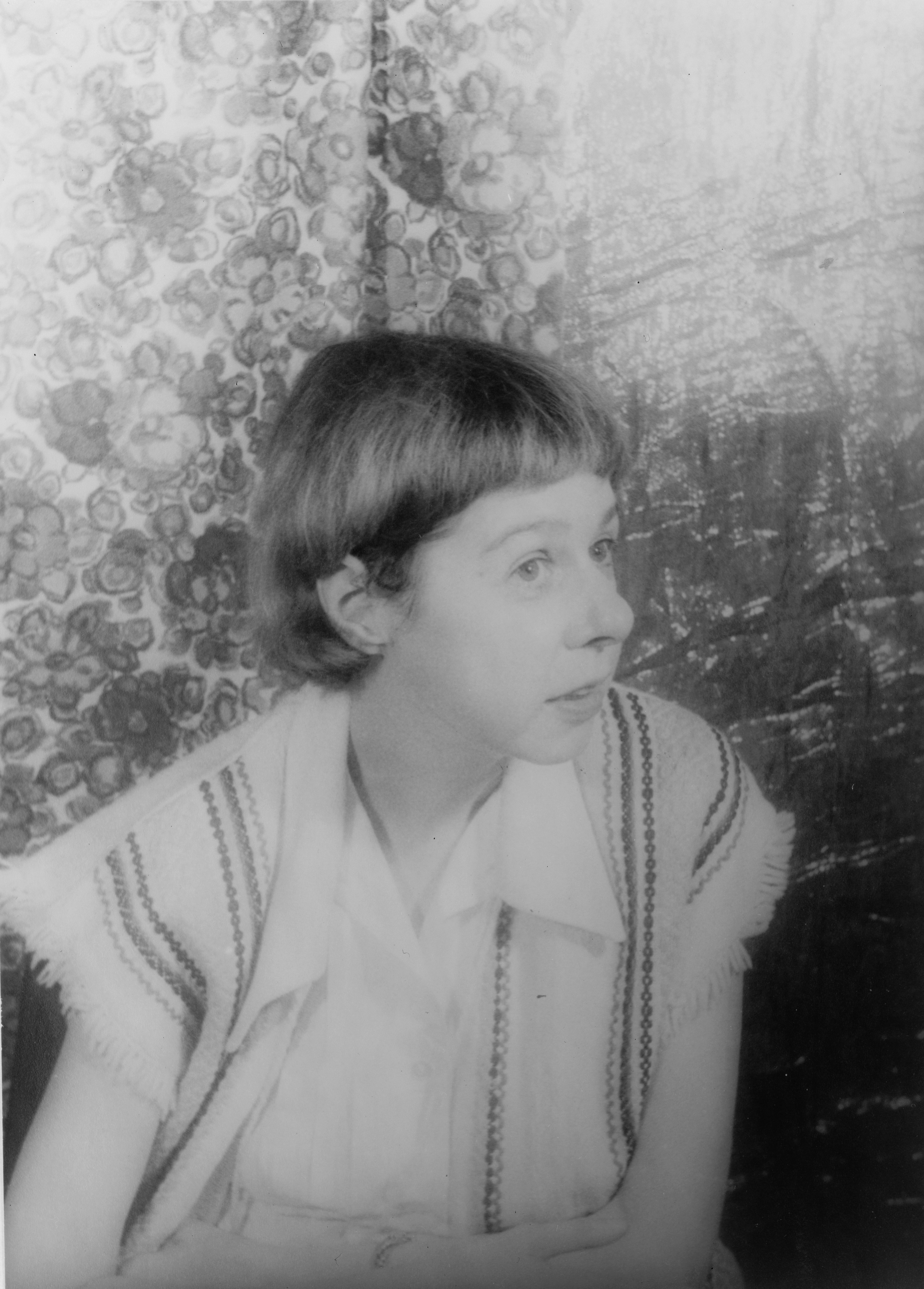
Carson McCullers

### Maschile
- Carson Kressley, personaggio televisivo statunitense
- Carson Palmer, giocatore di football americano statunitense
- Carson Wentz, giocatore di football americano statunitense

### Femminile
- Carson McCullers, scrittrice statunitense

## Il nome delle arti
- Carson è il nome della protagonista del film del 2007, diretto da Steve Rash, Ragazze nel pallone - Pronte a vincere (Bring It On: In It to Win It), personaggio interpretato dall'attrice Ashley Benson[6]
- Carson è un personaggio del film del 2009, diretto da Andy Fickman, Corsa a Witch Mountain (Race to Witch Mountain), personaggio interpretato dall'attore Billy Brown [7]
- Carson è uno dei personaggi principali del film del 2014, diretto da Joe Swanberg, Happy Christmas, personaggio interpretato dall'attrice Lena Dunham [8]